# Liste der Biografien/Eq
Liste der Biografien |
Portal Biografien |
Personensuche
# |
A |
B |
C |
D |
E |
F |
G |
H |
I |
J |
K |
L |
M |
N |
O |
P |
Q |
R |
S |
T |
U |
V |
W |
X |
Y |
Z |
?
 
Ea |
Eb |
Ec |
Ed |
Ee |
Ef |
Eg |
Eh |
Ei |
Ej |
Ek |
El |
Em |
En |
Eo |
Ep |
Eq |
Er |
Es |
Et |
Eu |
Ev |
Ew |
Ex |
Ey |
Ez
Die Liste der Biografien führt alle Personen auf, die in der deutschsprachigen Wikipedia einen Artikel haben. Dieses ist eine Teilliste mit 11 Einträgen von Personen, deren Namen mit den Buchstaben „Eq“ beginnt.

## Eq

### Equ
- Equalla Deido (1876–1891), Prinz aus Kamerun in Mülheim an der Ruhr
- Equatore, Nino (1898–1965), italienischer Ringer
- Equevilley Montjustín, Raimundo Lorenzo de (* 1873), spanischer Ingenieur und U-Boot-Pionier
- Equi, Marie (1872–1952), US-amerikanische Ärztin und Frauenrechtlerin
- Equiamicus, Nicolaus (* 1974), deutscher Übersetzer, Autor und Herausgeber
- Equiano, Olaudah († 1797), nigerianischer Sklave, Abolitionist und SchriftstellerOlaudah Equiano († 1797)

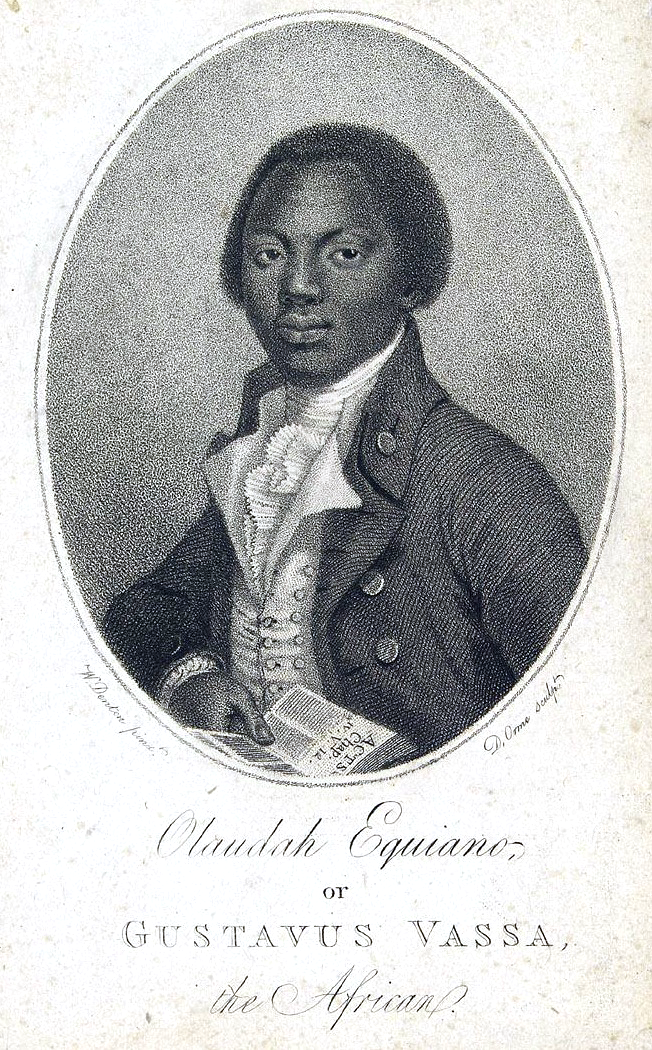
Olaudah Equiano († 1797)

- Equilbey, Laurence (* 1962), französische Dirigentin und Chorleiterin
- Equilino, Beat (* 1971), Schweizer Eishockeyspieler
- Equiluz, Kurt (1929–2022), österreichischer Kammersänger (Tenor)
- Equisoain, Francisco Javier (* 1962), spanischer Handballspieler und -trainer
- Equit, Eberhard (1939–2016), deutscher Grafikdesigner und Mineralienzeichner